# Lepilemur tymerlachsoni
Lepilemur tymerlachsoni — вид приматів родини лепілемурових (Lepilemuridae).

## Зовнішній вигляд
Середній представник свого роду. Досягає довжина тіла 22-24 см, хвіст 23—27 сантиметрів. Вага 0,8—1,0 кг. Шерсть на спині сіро-коричнева і світло-сірого кольору на животі. Верхня частина спини, плечі і стегна, можуть мати невеликий червоний відтінок. Округла голова, сіре обличчя, очі відносно великі.

## Поширення
Трапляється на північному заході Мадагаскару. Живе в первинних і вторинних тропічних вологих лісів низовини, є сухий сезон щороку. Вид, здається, більш поширений у вторинному лісі.

## Поведінка
У щільних первинних лісах цей вид воліє обирати дупла дерев для сну, але буде шукати згущення рослинності в більш відкритому листяному лісі. Вид є нічними і зазвичай залишається на деревах. Харчується листям, фруктами, корою. Пологи відбуваються з серпня по листопад, як правило, матері народжують одне дитинча.

## Загрози
Цей вид знаходиться під загрозою втрати місця існування і деградації від нестійких методів ведення сільського господарства, а також неприйнятних рівнів полювання. Зустрічається в англ. Lokobe Strict Nature Reserve, Lokobe National Park.